# Zygmunt Lasocki (prawnik)
Zygmunt Bronisław Felix Lasocki h. Dołęga (ur. 16 grudnia 1867 w Ixelles, zm. 17 lutego 1948 w Krakowie) – hrabia, polski prawnik (doktor praw), polityk polskiego ruchu ludowego, dyplomata.

## Życiorys
Syn Bronisława i Felicji z Wołowskich. W 1891 uzyskał na Uniwersytecie Jagiellońskim stopień naukowy doktora praw. W latach 1901–1903 był sekretarzem ministerialnym, potem urzędnikiem w Departamencie ds. Galicji Ministerstwa Spraw Wewnętrznych Austro-Węgier. W latach 1904–1908 był starostą powiatu tarnobrzeskiego. W 1908 został urzędnikiem Ministerstwa dla Galicji w Wiedniu. Od 1907 członek Polskiego Stronnictwa Ludowego, od 1914 PSL „Piast”.
W 1911 wybrany na posła do Reichsratu Przedlitawii jako kandydat PSL, wstąpił do klubu posłów ludowych w Kole Polskim. W czasie I wojny światowej wchodził w skład Naczelnego Komitetu Narodowego (NKN).
Od 1 listopada 1918 z ramienia Polskiej Komisji Likwidacyjnej w Krakowie otrzymał funkcję naczelnika administracji Galicji. W pierwszych miesiącach 1919 pracował w Komisji Rządzącej dla Galicji i Śląska Cieszyńskiego we Lwowie. 18 września 1921 mianowany na posła nadzwyczajnego i ministra pełnomocnego w Wiedniu. Od 1 grudnia 1924 do 1 maja 1927 poseł RP w Pradze.
31 października 1927 przeniesiony w stan spoczynku, powrócił do działalności w ruchu ludowym. Prowadził badania heraldyczne, publikował prace naukowe. Był sympatykiem Narodowej Demokracji. Od marca 1931 członek Rady Naczelnej Stronnictwa Ludowego. Występował jako świadek na procesie brzeskim. Przygotowywał pobyt Wincentego Witosa pobyt w Czechosłowacji, gdzie ten udał się na emigrację, nie chcąc podporządkować się wyrokowi w procesie, zabiegał o amnestię dla niego w kraju. W 1937 stał na czele Komitetu Pomocy Ofiarom Strajków Chłopskich. Przed wyborami do Rady Miasta Krakowa z 1938 został wiceprezesem Prezydium Polskiego Bloku Katolickiego.
W okresie okupacji niemieckiej w Polsce członek Rady Głównej Opiekuńczej w Krakowie (1940–1941), usunięty z zarządu przez okupacyjne władze niemieckie i wysiedlony z Krakowa. Działał w konspiracyjnego Zarządzie Okręgowym SL „Roch”.
Po ojcu Bronisławie był dziedzicznym hrabią belgijskim, sam uzyskał potwierdzenie tytułu w Austrii 11 kwietnia 1892.
Żonaty z Zofią Szemelowską (zm. 1939), małżeństwo było bezdzietne.

## Ordery i odznaczenia
- Krzyż Komandorski z Gwiazdą Orderu Odrodzenia Polski (7 listopada 1925)[4]
- Krzyż Komandorski Orderu Odrodzenia Polski (29 grudnia 1921)[5][6]
- Krzyż Walecznych (1922)[7]
- Krzyż Wyzwolenia Krakowa
- Order Lwa Białego (Czechosłowacja)
- Wielka Odznaka Honorowa na Wstędze (Austria)